# Amtsgericht Lügumkloster
Das Amtsgericht Lügumkloster (auch: Amtsgericht Lygumkloster) war ein deutsches Amtsgericht mit Sitz in Lügumkloster.

## Geschichte
Bis 1866 wurde die Rechtsprechung in Lügumkloster durch das Amt Lügumkloster wahrgenommen.
Mit der Annexion Schleswig-Holsteins wurden 1867 in der nunmehr preußischen Provinz fünf Kreisgerichte und das übergeordnete Appellationsgericht Kiel eingerichtet. Als Eingangsgerichte wurden Amtsgerichte geschaffen, darunter das Amtsgericht Lügumkloster als eines von 19 Amtsgerichten des Kreisgerichts Flensburg. Den Gerichtssprengel bildete der Flecken und die Landgemeinde Lygumenkloster, die Kirchspiele Norderlügum, Hoist, Rapstedt und die nicht zur Lohharde gehörenden Teile der Kirchspiele Brede, Döstrup und Randerup.
Mit dem Inkrafttreten des deutschen Gerichtsverfassungsgesetzes am 1. Oktober 1879 wurden reichsweit einheitlich Amts-, Land- und Oberlandesgerichte geschaffen. Das Amtsgericht Lügumkloster blieb bestehen und war nun dem Landgericht Flensburg nachgeordnet.
Sein Gerichtsbezirk umfasste daraufhin aus dem Kreis Tondern den Flecken Lügumenkloster und die Gemeindebezirke Aaspe, Assith, Alsleben norden der Au, Alsleben süden der Au, Apterp, Bögwatt, Borrig, Brede, Bredebro, Döstrup, Drengstedt, Ellum, Fauderup, Holm, Haustedt, Heisel, Horns, Hünding, Harrits, Kloying, Landeby, Loitwitt, Lügumgaard, Laurup, Maasbüll, Medolden, Norderlügum, Osterhoist, Overby, Ottesbüll, Quorp, Randrup, Rapstedt, Seewang, Westerterp, Westerhoist, Wollum und Winum. Am Gericht bestand 1880 eine Richterstelle. Das Amtsgericht war damit ein kleines Amtsgericht im Landgerichtsbezirk.
1919 wurde der Sprengel des Amtsgerichts Lügumkloster dänisch und die Geschichte des Amtsgerichts Lügumkloster endete. In Dänemark wurde mit Gesetz vom 28. Juni 1920 das Retten i Tønder eingerichtet. In Lügumkloster entstand kein dänisches Gericht.